# أل نيكسون
أل نيكسون (بالإنجليزية: Al Nixon)‏ هو لاعب كرة قاعدة أمريكي، ولد في 11 أبريل 1886 في اتلانتيك سيتي في الولايات المتحدة، وتوفي في 9 نوفمبر 1960 في أوبلوساس في الولايات المتحدة.

## وصلات خارجية
- أل نيكسون على موقعبيزبول رفرنس.كوم (الدوري الرئيسي) (الإنجليزية)
- أل نيكسون على موقعبيزبول رفرنس.كوم (الدوري الثانوي) (الإنجليزية)